# Fischia il vento
«Fischia il vento» és una cançó popular italiana, la lletra de la qual va ser escrita al setembre de 1943, en la incipient Resistència italiana que va tenir lloc contra la República Social Italiana dirigida pel líder polític del feixisme italià Benito Mussolini.
El seu creador, el metge i partisà Felice Cascione (2 de maig de 1918 - 27 de gener de 1944), l'escrigué amb la intenció d'incentivar al moviment partisà. La melodia fou manllevada de la popular cançó soviètica «Katiuixa». Conjuntament amb «Bella ciao», és una de les cançons més famoses de la Resistència italiana.

## Lletra
| Lletra original en italià: Fischia il vento e infuria la bufera, scarpe rotte e pur bisogna andar a conquistare la rossa primavera dove sorge il sol dell'avvenir. A conquistare la rossa primavera dove sorge il sol dell'avvenir. Ogni contrada è patria del ribelle, ogni donna a lui dona un sospir, nella notte lo guidano le stelle, forte il cuore e il braccio nel colpir. Nella notte lo guidano le stelle, forte il cuore e il braccio nel colpir. Se ci coglie la crudele morte dura vendetta verrà dal partigian, ormai sicura è già la dura sorte del fascista vile e traditor. Ormai sicura è già la dura sorte del fascista vile e traditor. Cessa il vento, calma è la bufera, torna a casa il fiero partigian, sventolando la rossa sua bandiera vittoriosi, alfin liberi siam. Sventolando la rossa sua bandiera vittoriosi, alfin liberi siam. | Lletra traduïda al català: Bufa el vent i brama la tempesta, calçat trencat i, tot i així, cal anar a conquerir la roja primavera on surt el sol del futur. A conquerir la roja primavera on surt el sol del futur. Cada barri és pàtria del rebel, cada dona a ell li dona un sospir, a la nit el guien les estrelles, fort el cor i el braç en el combat. A la nit el guien les estrelles, fort el cor i el braç en el combat. Si l'atrapa la cruel mort, dura venjança vindrà del partisà, ara segura és ja la dura sort del feixista vil i traïdor. Ara segura és ja la dura sort del feixista vil i traïdor. Cessa el vent, es calma la tempesta, torna a casa el ferotge partisà, onejant la seva roja bandera, victoriosos, per fi lliures som. Onejant la seva roja bandera, victoriosos, per fi lliures som. |